# Мундибаш (річка)
Мундибаш — річка в Росії, протікає в Кемеровській області. Гирло річки лежить за 102 км по правому березі річки Кондома. Довжина річки становить 120 км, площа водозбірного басейну 2280 км. Населені пункти: Мундибаш, Пєтухов Лог.
Є місцем, на якому відбуваються туристичні походи на човнах.
Витік річки лежить у районі гори Мустаг.